# 顺德职业技术大学
顺德职业技术学院是中华人民共和国广东省佛山市顺德区的一所高等职业技术学院，由广东省教育厅主管，校园占地面积1749亩，建筑面积60余万平方米，成立于1999年3月。截至2021年4月，学校有11个2级学院，高职专业共49个。
2024年10月，广东省教育厅发布拟申报公示，计划以顺德职业技术学院为基础设立顺德职业技术大学。2025年5月，教育部发布公示，拟同意设置顺德职业技术大学。2025年6月，教育部同意以顺德职业技术学院为基础设立顺德职业技术大学。